# Circulation de Brewer–Dobson
La circulation de Brewer-Dobson fait référence au schéma de circulation atmosphérique globale de l'air troposphérique tropical qui monte dans la stratosphère puis se déplace vers le pôle à mesure qu'il redescend. Les premiers éléments de cette circulation ont été proposés par Gordon Dobson, et Alan W. Brewer. L'expression « circulation de Brewer-Dobson » a été proposée pour la première fois en 1963. Ce schéma de circulation explique la distribution observée de l'ozone et de la vapeur d'eau. Cette circulation s'est accélérée au cours des dernières décennies, probablement du fait du changement climatique.

## Circulation
La circulation de Brewer-Dobson est provoquée par l'existence d'ondes atmosphériques à l'échelle planétaire, à savoir les ondes de Rossby, qui ont pour résultat une traînée vers l'ouest et donc une action de pompage vers les pôles pour conserver le moment cinétique.

## Effets planétaires
Parce qu'elle fait entrer et sortir l'air de la stratosphère, la circulation de Brewer-Dobson détermine l'âge moyen et le temps de séjour des gaz stratosphériques, ainsi que les températures de la tropopause tropicale et la vapeur d'eau stratosphérique. La circulation de Brewer-Dobson a un impact direct sur la distribution et l'abondance de l'ozone stratosphérique en le déplaçant des tropiques vers les pôles. Ce transport contribue à expliquer pourquoi l'air tropical contient moins d'ozone que l'air polaire, alors même que c'est dans la stratosphère tropicale que la majeure partie de l'ozone atmosphérique est produite. La circulation de Brewer-Dobson influence également la durée de vie des substances qui dégradent la couche d'ozone, et de certains gaz à effet de serre.

## Accélération due à l'effet de serre
La circulation Brewer-Dobson a connu un intérêt accru au XXIe siècle du fait des prédictions des modèles de circulation générale et des modèles chimie-climat selon lesquels la circulation s'accélérera en raison du changement climatique induit par l'augmentation de la concentration atmosphérique en gaz à effet de serre. Des observations ont récemment confirmé que la circulation de Brewer-Dobson s'était accélérée d'environ 2,0 % par décennie durant les quatre dernières décennies, entraînant un refroidissement de la basse stratosphère tropicale et son réchauffement dans les hautes latitudes.